# 太鼓の達人 Wii (漫画)
『太鼓の達人 Wii』（たいこのたつじん ウィー）は、おぎのひとしによる日本の漫画作品。『ファミ通DS+Wii』（エンターブレイン）にて連載されていた。『太鼓の達人』のコミカライズ作品。

## 概要
『ファミ通』の漫画付録「ファミ2コミック」2009年3月号にて連載開始。
ストーリー形式になっており、wii編では最初からかつがいる。2010年1月号から2代目編がスタートした。

## 登場キャラクター

### wiiから登場
和田どん
主人公。バチお先生が太鼓を叩いたことによって生まれた。一度、ヤンキーになったことがある。太鼓爆弾の爆発を浴びても平気なぐらいタフ。
和田かつ
和田どんの弟。どんと同じ方法で生まれた。イットリウムの雑音が好きらしい。どんと同じく、太鼓爆弾の爆発を浴びても平気。
バチお先生

ちょうちんうなぎ

かめ

どん子
どんのことが好きな女の子。2代目ではアルミちゃんに殴られてしまうが、第7話で戻ってきた。
水マリ子
かつがお祭りのヨーヨー釣りであったキャラ。かつが見事に吊り上げ、友達になった。
牡丹
ドコン団のリーダー。wiiではお祭りを台無しにしようとしたりしたが、2代目ではどん達と仲良くなっている。
ニャンキー

ドラボット
ドコン団によって作られたロボット。2代目ではアルミちゃんに惚れたりしている。

### ドドーンと2代目から登場
アルミちゃん
お祭り会場で倒れていたメカ。記憶を取り戻そうとがんばっている。第8話ではワルルーの作ったメカで暴走してしまう。
音羽ハカセ

Dr.ワルルー
第3話から登場。楽しいことが大嫌いで、お祭りなどを壊そうとしている悪いやつ。しかし、その一方で今作のボケ役だったり、どん達のライブのアルバムを買おうとしたりするなど意外な一面もある。
アンチモン
第3話に登場したワルメカ1号。ワルルーと共にお祭りを壊そうとしたが、どん達とちびどんにより倒された。
イットリウム
第4話に登場したワルメカ2号。ワルルーと共にライブをぶち壊そうとしたが、かつが演奏したギターの音に倒された。後に修理され、どん達のバンドの新メンバーになる。
ガリウム
第6話から登場したワルメカ3号(本誌では4号)。性格は真面目で、ワルルーの助手的存在。本作のツッコミ役。一人称は「私」。ワルルーのことを「博士」と呼んでいる。
タンタル
第9話に登場したワルメカ4号(本誌では5号)。ドラボットを倒すほどの力をもつ。熱いものが苦手で、肉まんに変身したどんにパンチし、火傷してどこかへ行ってしまった。
テルル
第10話に登場したワルメカ7号。どんたちは、初めて見た時アルミと勘違いしていた。自分の能力でどんたちを吸い込もうとしたが、逆にどんたちが片付けていた部屋をキレイにしてしまった。第9話にはシルエットのみ登場。